# Barraca III (Ulldecona)
La Barraca III és una obra d'Ulldecona (Montsià) inclosa a l'Inventari del Patrimoni Arquitectònic de Catalunya.

## Descripció
Barraca sobresortint d'un marge de contenció de terres, emplaçada en un terreny muntanyós organitzat amb petites feixes en el camí dels montes d'Ulldecona a Alcanar pel Mas de Mulet. Està coberta amb falsa volta feta per aproximació de filades. Els murs són de pedra allargada i irregular units sense morter i la porta, orientada al sud-est, té una llinda també de pedra.